# So quadrifònic
El so quadrifònic, similar al que avui seria un sistema envoltant 4.0, és un sistema sonor enregistrat en quatre pistes independents i reproduït per quatre altaveus col·locats a 90° i situats en les quatre cantonades de la sala on s'escolta. Els senyals reproduïts són totalment (o en gran part) independents uns dels altres. La quadrifònic va ser la primera tecnologia de so envoltant de consum massiu i el predecessor del que avui coneixem com la tècnica Dolby-Surround i els seus successors. Aquest format va estar vigent entre els anys 1969 i 1980 i durant una dècada van ser milers els enregistraments realitzats en aquest format.
Comercialment va ser un fracàs a causa de diferents problemes tècnics en la seva implementació i per incompatibilitats en els formats. D'una banda, els formats d'àudio quadrifònic eren molt més cars de produir que un sistema estèreo. Per un altre, per a la seva reproducció es requeria d'amplificadors i decodificadors especials.

## Història
A principi de la dècada dels 60 comença a imposar-se la tecnologia estèreo sobre la monofonia. Cap a principis dels 70 el consum de reproductors mico comença a extingir-se i el mercat, sobretot el d'alta fidelitat, es llança a la cerca d'alguna cosa nou. Va ser així com troba en la cuadrafonía un nou sistema de reproducció sonora. 

Diagrama cuadrafónico (So 4.0)

Un sistema sonor cuadrafónico complet és capaç de reproduir quatre senyals d'àudio - Left Front (LF), Right Front (RF), Left Back (LB) i Right Back (RB) - a través de quatre altaveus independents. 
Per a la reproducció, és necessari que els dos altaveus posteriors siguin de la mateixa grandària o qualitat i tinguin el mateix (o semblant) rang de freqüència que els altaveus davanters.
Un dels majors problemes va ser la portabilitat des de l'estudi fins al consumidor final. Mentre en les cintes magnètiques es va poder augmentar la capacitat de les pistes d'enregistrament a diversos canals de manera relativament fàcil, en el cas del vinil això es complicava en haver de duplicar la quantitat de canals dins del solc. L'enregistrament de quatre canals en cinta magnètica tenia a més la limitació de poder ser reproduïda en una sola adreça. A pesar d'aquests problemes, es va insistir en sistemes quadrifònics, ja sigui creant sistemes matricials o derivats.

## Tècnica i avanços
La tècnica de reproducció quadrifònica es pot dividir en tres parts. Quadrifonia discreta (o real), quadrifonia matricial i quadrifonia derivada (o pseudo-quadrifonia).

### Format discret (4-4-4)
La reproducció discreta és el sistema quadrifònic original. Com el seu nom ho suggereix, en un format discret, els quatre canals d'àudio passen per un sistema de transmissió de quatre canals i són decodificados per un sistema de reproducció de quatre canals que alimenta al seu torn quatre altaveus. Val dir, cada canal d'àudio es manté des del moment del seu registre fins a la seva reproducció en vies o pistes separades. Per a això és necessari que els formats de suport com la cinta magnètica o el vinil siguin capaços de llegir la informació dels quatre canals registrats. És definit com un sistema 4-4-4.
Entre principis i intervinguts de la dècada del 70 es va desenvolupar i va massificar intensivament la tècnica quadrifònica, sent pionera la companyia JVC. JVC va dissenyar tocadiscs que permetien compatibilitzar els dos altaveus davanters a canals estèreos i activar els altaveus posteriors en cas de voler escoltar quadrifònic, fent compatibles així tots dos sistemes. Això era possible per mitjà d'una agulla capaç de captar senyals sonors fos de l'espectre auditiu. Els canals posteriors eren transferits abans del procés de producció des de l'espectre de 20 Hz a 20 kHz a l'espectre correspost entre els 30-60 kHz per després poder ser recuperats en la reproducció en cas de ser necessari. Aquesta tècnica va ser coneguda amb el nom de CD-4 (Compatible Discrete 4), sent l'únic mètode quadrifònic portat al mercat.
Altres exemples:

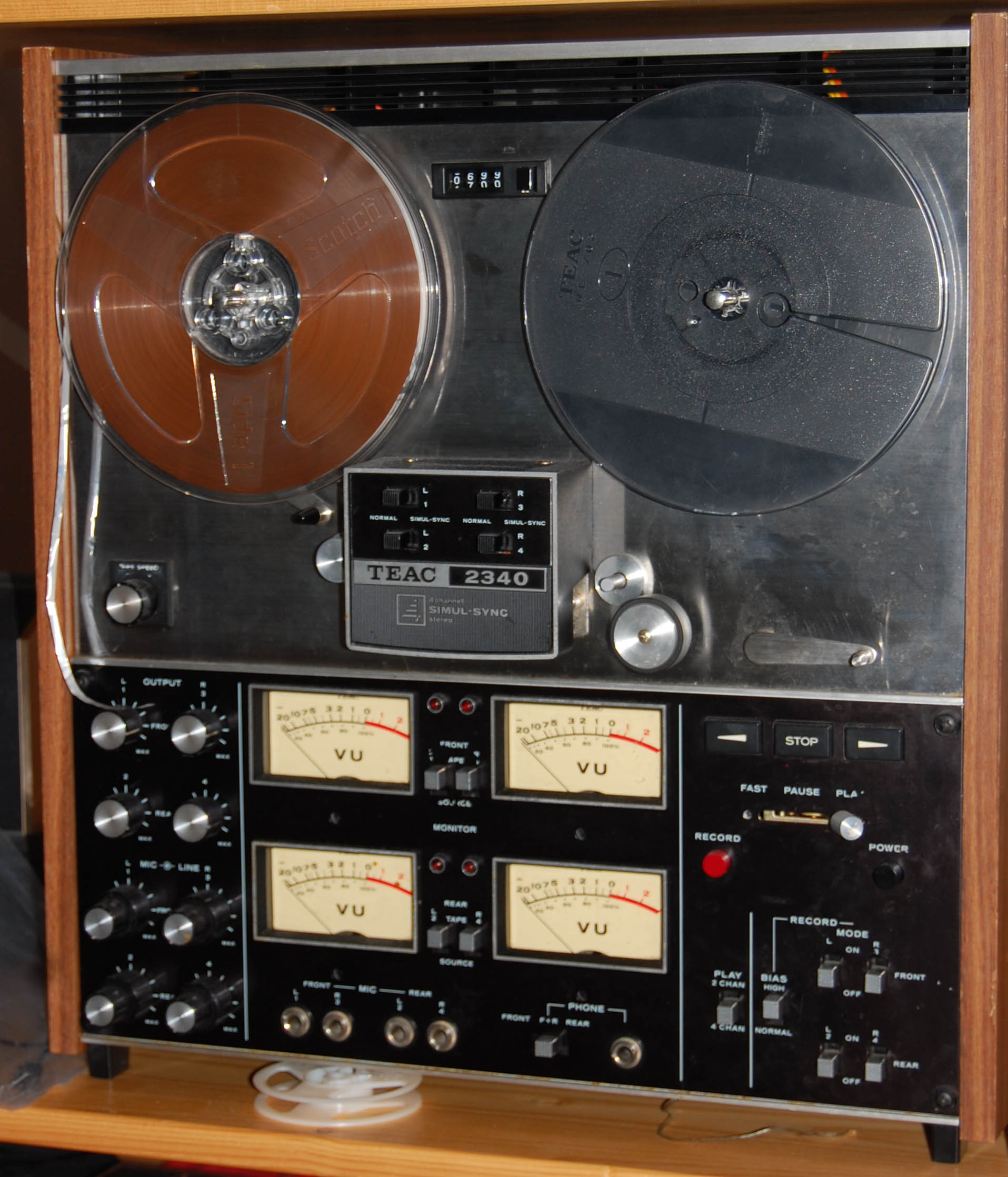
Q4 Quadraphonic Reel to Reel

- Q4 / Quadraphonic Reel to Reel (1969)[2]
- Quad-8 (Q8) / Quadraphonic 8-Track (1970)
- CD-4 (Compatible Discrete 4) / Quadradisc (1972)
- UD-4 / UMX / BMX (1973)[3][4]

### Format matricial (4-2-4)
En aquest sistema, els quatre canals són codificats i reduïts per mitjà de complexos mètodes electrònics i matemàtics a dos canals. Aquests són transmesos a través d'un mitjà de transmissió de dos canals (com un LP) i descodificats novament a quatre canals per ser distribuït als quatre altaveus. L'avantatge d'aquest sistema és que els formats de suport ja existents podien seguir sent utilitzats, sent necessari solament un descodificador i amplificador de quatre canals. 
Per poder transmetre quatre senyals individuals en un sistema estèreo "compatible“, hagués d'haver-hi 4 equacions lineals simultànies que reprodueixin els quatre canals originals a la sortida. El terme compatible indica que:
1. Un sistema d'un canal (mico) reproduirà els quatre canals d'àudio en un sol altaveu.
2. Un sistema de reproducció de dos canals (estèreo) reproduirà els senyals d'àudio LF i el LB al canal esquerre, i els senyals d'àudio RF i RB al canal dret.

Matemàticament va ser molt difícil aconseguir un sistema electrònic matricial de bona qualitat, reapareixent diversos problemes de localització en el qual les fonts sonores en ser reproduïdes no semblaven estar en la posició correcta.
Així per exemple, els sistemes matricials originals com el DY & EV-4 van ser molt bàsics i van sofrir d'una molt baixa separació L/R frontal (proper als 12 dB) i d'una molt pobra separació L/R posterior (2 dB). 
En l'època van aparèixer simultàniament molts sistemes de codificació matricial. Aquests van ser dissenyats principalment per impressionar a l'auditor més que per aconseguir una descodificació adequada. A més, aquests no eren compatibles i van competir entre ells (alguna cosa similar a l'ocorregut en la dècada dels 80 amb els formats de video VHS, Betamax i Video2000). Els potencials usuaris i consumidors d'aquests sistemes no es van decidir per cap d'ells per temor que finalment no s'imposessin. Finalment i arran dels problemes esmentats anteriorment, la cuadrafonía mai va poder sorgir com a mitjà de reproducció sonora massiu.

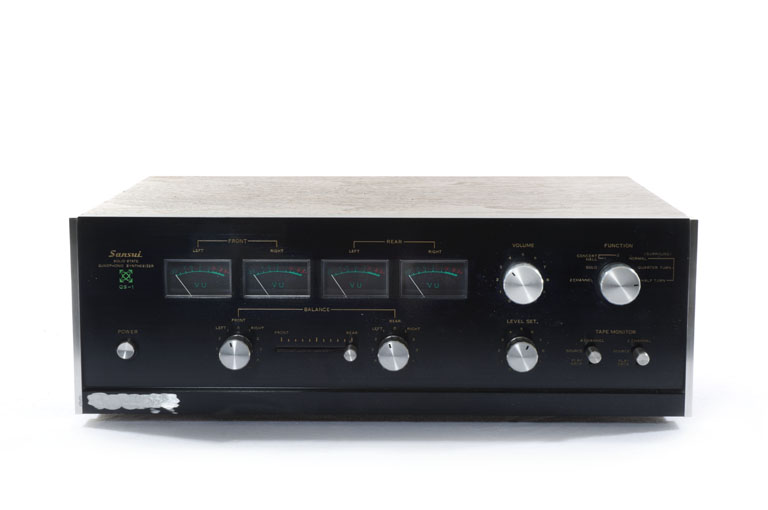
Sansui QS Sound Decoder

Alguns exemples de formats matricials:
- EV / Stereo-4 (1970)
- DY / Dynaquad (1971)
- QS (Quadraphonic Sound) / RM (Regular Matrix) (1971)
- SQ / Stereo Quadraphonic (1971)
- Matrix H (1977)

### Formats derivats (2-2-4)
Aquesta és la designació per a enregistraments estèreo reproduïts per mitjà de quatre altaveus.
Aquest tipus de reproducció es va transformar en la més normal d'aquella època. Moltes companyies com a Dual, Marantz, Scan-Dyna o Pioneer oferien per exemple „Quatro Adapter“, que consistia en una distribució del senyal estèreo en els quatre altaveus. Matemàticament, la diferència entre el canal esquerre i dret es repetia als canals posteriors però amb la seva fase invertida.
Sistemes derivats van ser solucions electròniques de baix cost. No obstant això simplificaven la descodificació incorporant canals posteriors ambientals. No va haver-hi cap intent de localització de fonts sonores.

### 4.0 al cinema
El sistema quadrifònic, si bé no va tenir molt èxit, va ser el precursor de la tecnologia Dolby-Surround. Aquesta es basa en el format quadrifònic matricial i és la tecnologia estàndard dels formats digitals 5.1, 6.1 i 7.1
És important destacar, que aquest sistema no té el seu fort en la música, sinó més aviat posa el focus en els sistemes "Home Cinema“. 

## Principals àlbums quadrifònics
Entre 1970 i 1980 van anar apareixent àlbums registrats completament amb quadrifonia, sobretot rellançaments d'àlbums coneguts i reeixits d'artistes famosos. La llista mostrada a continuació no és completa, però sens dubte nombra alguns dels discos més importants de l'època que van usar aquesta tecnologia.
- Black Sabath - Paranoid
- Frank Zappa – Apostrophe (’)
- Jethro Tull – Aqualung
- John Lennon – Imagine
- Mike Oldfield – Tubular Bells
- Mike Oldfield – Exposed
- Pink Floyd – Atom Heart Mother
- Pink Floyd – The Dark Side of the Moon
- Pink Floyd – Wish You Were Here
- Rick Wakeman – The Myths and Legends of King Arthur and the Knights of the Round Table
- Herbert von Karajan – Ludwig van Beethoven: sämtliche Sinfonien
- Kraftwerk – Autobahn

## Concerts en directe

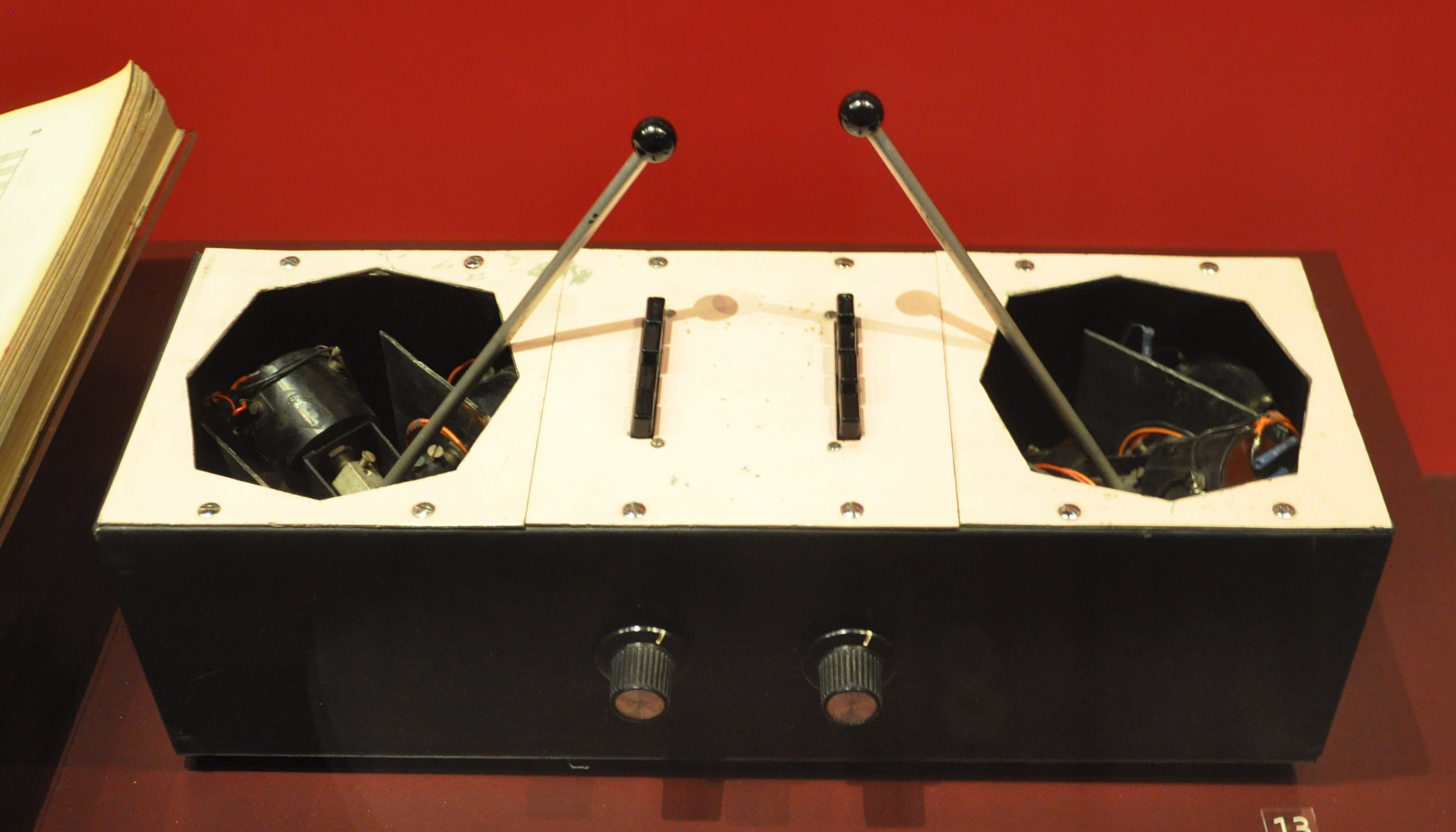
Azimuth Co-ordinator used by Pink Floyd, made by Bernard Speight, 1969 (Victoria & Albert Museum, London)

El 1967 el grup de rock psicodèlic Pink Floyd va utilitzar per primera vegada a la història un sistema de so envoltant en un concert de rock a "Games for May", una luxosa festa al Queen Elizabeth Hall de Londres, on la banda va debutar amb el seu sistema de so quadrifònic fet a mida. El dispositiu de control que van fer, l'Azimuth Co-ordinator, actualment es mostra al Victoria and Albert Museum de Londres com a part de la seva galeria del Theatre Collections.